# Фролов, Александр Николаевич (инженер)
Алекса́ндр Никола́евич Фроло́в (12 [24] августа 1863 — 1939) — инженер путей сообщения, учёный в области эксплуатации железных дорог.

## Биография
Родился 12 (24) августа 1863 года.
В 1885 году закончил Институт инженеров путей сообщения, после чего работал в I округе путей сообщения. Работал в службах пути и движения Рязано-Уральской, Харьковско-Николаевской, Москово-Виндаво-Рыбинской и Мурманской железных дорог, при этом с 1906 года параллельно стал преподавать в родном институте.
Александр Фролов плотно занимался изучением маневровой работы и на рубеже веков определил факторы и установил основные зависимости, влияющие на продолжительность манёвров, тем самым заложив начало созданию теории маневровой работы. Он же установил линейную зависимость между количеством вагонов в маневровом составе и продолжительностью маневрового рейса; в 1927 году НТК НКПС по результатам многочисленных опытов смог эту зависимость подтвердить. В 1910 году впервые поставил вопрос о взаимодействии сортировочных станций, а для его решения предложил техническую маршрутизацию перевозок и специализацию поездов. В 1921 году он издал книгу «К вопросу о взаимодействии сортировочных станций» в которой доказал, что при проектировании данных станций необходимо рассматривать их работу во взаимосвязи.
В 1924 году был профессором Ленинградского института инженеров железнодорожного транспорта, а в 1925 году стал первым заведующим новообразованной кафедры «Эксплуатация железных дорог». Он был одним из тех учёных, кто критиковал не только устаревшие формы организации перевозок, но и сами методы исследования экономических и эксплуатационных проблем. Его труды внесли большой вклад в науку о станциях и изменили подход к их созданию.
Умер в 1939 году.

## Работы
- А. Фролов. Современное состояние и ближайшие перспективы железнодорожного транспорта // Экономист. — 1922. — № 1. — С. 164—179.